# (95) Aretusa
Arethusa (arr'-ə-thew'-zə) és l'asteroide núm. 95 de la sèrie. Fou descobert a Düsseldorf el 23 de novembre del 1867 per en Karl Theodor Robert Luther (1822-1900). És un asteroide gran del cinturó principal, de color fosc i composició principal de carboni. El seu nom es deu a diferents Aretuses de la mitologia grega. Arethusa fou observat ocultant estels 3 cops: primer el 2 de febrer del 1998 i dos cops el gener del 2003.